# Алієв Рустам Аллахверди-огли
Рустам Аллахверди огли Алієв (16 вересня 1903, село Сунніляр Єлизаветпольського повіту Єлизаветпольської губернії, тепер Самухського району, Азербайджан — 19 вересня 1974, місто Кіровабад, тепер місто Гянджа, Азербайджан) — азербайджанський радянський діяч, голова колгоспу «Червоний Жовтень» Сафаралієвського району Азербайджанської РСР. Депутат Верховної ради Азербайджанської РСР 2-го і 4-го скликань. Депутат Верховної ради СРСР 3-го скликання. Герой Соціалістичної Праці (10.03.1948).

## Життєпис
Народився в бідній селянській родині. З підліткового віку працював у господарстві батька, був уповноваженим із водного господарства села Сунніляр.
З 1929 року —- голова колгоспу «Червоний Жовтень» села Сунніляр Сафаралієвського (пізніше Самухського) району. Член ВКП(б) з 1932 року.
Колгосп під час правління Алієва досяг значних висот. У 1939 році колгосп взяв участь у Всесоюзній сільськогосподарській виставці. У 1947 році в колгоспі «Червоний Жовтень» отримали урожай бавовни 85,53 центнера з гектара на площі 11,1 гектара.
Указом Президії Верховної ради СРСР від 10 березня 1948 року за отримання у 1947 році високих урожаїв бавовни Алієву Рустам Аллахверди огли присвоєно звання Героя Соціалістичної Праці з врученням ордена Леніна та золотої медалі «Серп і Молот».
Пізніше працював директором Гек-Гельського заповідника Азербайджанської РСР.
З 1968 року — персональний пенсіонер.
Помер 19 вересня 1974 року в місті Кіровабаді (Гянджі).

## Нагороди
- Герой Соціалістичної Праці (10.03.1948)
- орден Леніна (10.03.1948)
- медаль «За оборону Кавказу»
- медаль «За доблесну працю у Великій Вітчизняній війні 1941—1945 рр.»
- медалі